# РК Олборг
РК Олборг (дан. Aalborg Håndbold) дански је рукометни клуб из Олборга основан 2000. године који се такмичи у Првој лиги Данске. Олборг игра своје домаће утакмице у Гигантијум арени - познатој као Јутландер Банк Арена из спонзорских разлога.
Освојили су седам данских првенстава и два купа Данске. 2021. и 2024. године стигли су до финала ЕХФ Лиге шампиона али су оба пута изгубили од најтрофејнијег европског клуба Барселоне. 

## Историјат
2000. године Aalborg Boldspilklub је преузео лиценцу клуба Aalborg HSH.  AaB Håndbold је био у власништву AaB A/S. AaB Håndbold  је освојио првенство Данске 2010. коначном победом од 2-1 у мечу против КИФ Колдинга након шест слободних удараца у такмичењу слободних удараца у трећем мечу.
У јануару 2011. лиценца је дата новој компанији под називом Aalborg Håndbold A/S и тим је променио име у Aalborg Håndbold. Иза нове компаније стоје бизнисмен Еигилд Б. Кристенсен и директор Јан Ларсен, који су оба из Олборга. Олборг је освојио првенство Данске 2013. победом од 11 голова над КИФ Колдингом из Копенхагена.
Године 2014. Олборг је освојио друго место, а такође се пласирао у 1/16 финала ЕХФ Лиге шампиона, где је Олборг поражен у два меча против Барселоне. Успех Олборга је настављен и 2015. године са још једном 1/16 финала ЕХФ Лиге шампиона. Поново је противник била Барселона и поново је Олборг испао.
Године 2017. Олборг је по трећи пут освојио првенство Данске, а 2019, 2020. и 2021. освојио је првенство Данске три пута заредом. 2021. Олборг је такође стигао до финала ЕХФ Лиге шампиона и постао једини дански и нордијски мушки тим коме је то успело. У финалу је Олборг још једном изгубио од Барселоне. 

## Успеси

### Домаћи
- Првенство Данске
  -  (7): 2010, 2013, 2017, 2019, 2020, 2021, 2024.
  -  (3): 2014, 2022, 2023.
- Куп Данске
  -  (2): 2018, 2021.
  -  (2): 2011, 2020.
- Суперкуп Данске
  -  (5): 2012, 2019, 2020, 2021, 2022.
  -  (3): 2013, 2014, 2023.

### Међународни
- ЕХФ Лига шампиона
  -  (2): 2021, 2024.
- Светско клупско првенство
  - Трећепласирани : 2021.

## Тренутни састав
Од сезоне 2022/23.
| Голмани (GK) - 01 Симон Гаде - 16 Микаел Агефорс Лева крила (LW) - 06 Себастијан Бартхолд - 23 Бустер Јул Десна крила (RW) - 19 Кристијан Бјернсен - 20 Андреас Флодман Пивоти (P) - 02 Бењамин Јакобсен - 08 Јеспер Нилсен - 22 Рене Антонсен | Леви бек (LB) - 05 Виктор Клеве - 21 Хенрик Мелгард - 24 Микел Хансен Средњи бек (CB) - 04 Арон Палмарсон - 07 Феликс Клар Десни бек (RB) - 11 Лукас Сандел - 14 Мадс Хоксер Хангард - 17 Мартин Ларсен - 26 Кристијан Термансен |

## Трансфери договорени за сезону 2023/24.
| - Никлас Ландин (GK) (из Кила) - Фабијан Норстен (GK) (из Гумерсбаха) - Томас Сомер Арнолдсен (CB) (из Скандерборга) - Патрик Висмах (RW) (из Лајпцига) - Симон Халд (P) (из Фленсбург Хандевита) | - Симон Гаде (GK) (у Хановер Бургдорф) - Феликс Клар (CB) (у Магдебург) - Арон Палмарсон (CB) (у Хабнарфјердир) - Лукас Сандел (RB) (у Веспрем) - Андреас Флодман (RW) (у Фриш Ауф Гепинген) |

## Познати бивши играчи
- Јоаким Болдсен (2007-2008)
- Јаник Грин (2008-2011)
- Мадс Кристијансен  (2008-2011, 2019-2021)
- Мартин Ларсен (2005-2018)
- Јакоб Багерстед (2011-2014)
- Хенрик Тофт Хансен (2006-2011)
- Мадс Менсах Ларсен (2012-2014)
- Серен Расмусен (2003-2010)
- Руне Ом (2003-2006)
- Јеспер Мајнби (2017-2019)
- Симон Халд Јенсен (2013-2018)
- Магнус Саугструп (2014-2021)
- Исајас Гвардиола (2014–2015)
- Јанус Дади Смарсон (2017-2020)
- Омар Инги Магнусон (2018-2020)
- Стефан Рафн Сигурмансон (2016-2017)
- Кристијан Кјелинг (2009-2013)
- Оле Еревик (2011-2015)
- Хавард Тветен (2002-2006, 2011-2016)
- Берге Лунд (2002-2006)
- Кјетил Странд (2006-2007)
- Сандер Сагосен (2014-2017)
- Кристијан Северас (2018-2020)
- Андре Јоргенсен (2006-2009)
- Јохан Сјостранд (2012-2013)
- Андреас Паличка (2015-2016)
- Јонас Лархолм (2008-2012)
- Јохан Јакобсон (2011-2014)
- Јан Ленартсон (2007-2013)
- Ловро Јотић (2017-2018)